# Engelepogon keiseri
Engelepogon keiseri är en tvåvingeart som först beskrevs av Tsacas 1967.  Engelepogon keiseri ingår i släktet Engelepogon och familjen rovflugor. Inga underarter finns listade i Catalogue of Life.